# Kerk op de Hoogte
De Kerk op de Hoogte is een kerkgebouw in Wolvega, gemeente Weststellingwerf, in de Nederlandse provincie Friesland. De kerk is een rijksmonument. 

## Geschiedenis
De kerk werd in 1646 herbouwd met gebruik van muurwerk van de voorganger die oorspronkelijk gewijd was aan Maria Magdalena. De eerste steen werd gelegd door grietman Dirk van Baerdt. De hervormde kerk op een hoogte (kerkheuvel) is een eenbeukige kerkgebouw met driezijdige koorsluiting. De vlakopgaande toren uit 1894 met houten opbouw heeft een ingesnoerde spits. De vensters in gotiserende stijl zijn in 1986 voorzien van luiken (uitgevoerd in open lattenwerk). Het interieur wordt gedekt door een houten tongewelf. De preekstoel, het doophek en twee herenbanken dateren uit de 17e eeuw. Er zijn rouwborden van Willem van Haren (1728) en Duco van Haren (1742). Het orgel uit 1733 is gemaakt door J.M. Schwartsburg. 
Het kerkgebouw is in 2024 verkocht aan de gemeente Weststellingwerf (overdracht in 2025). De laatste kerkdienst van de protestantse gemeente Wolvega was op 29 december 2024.

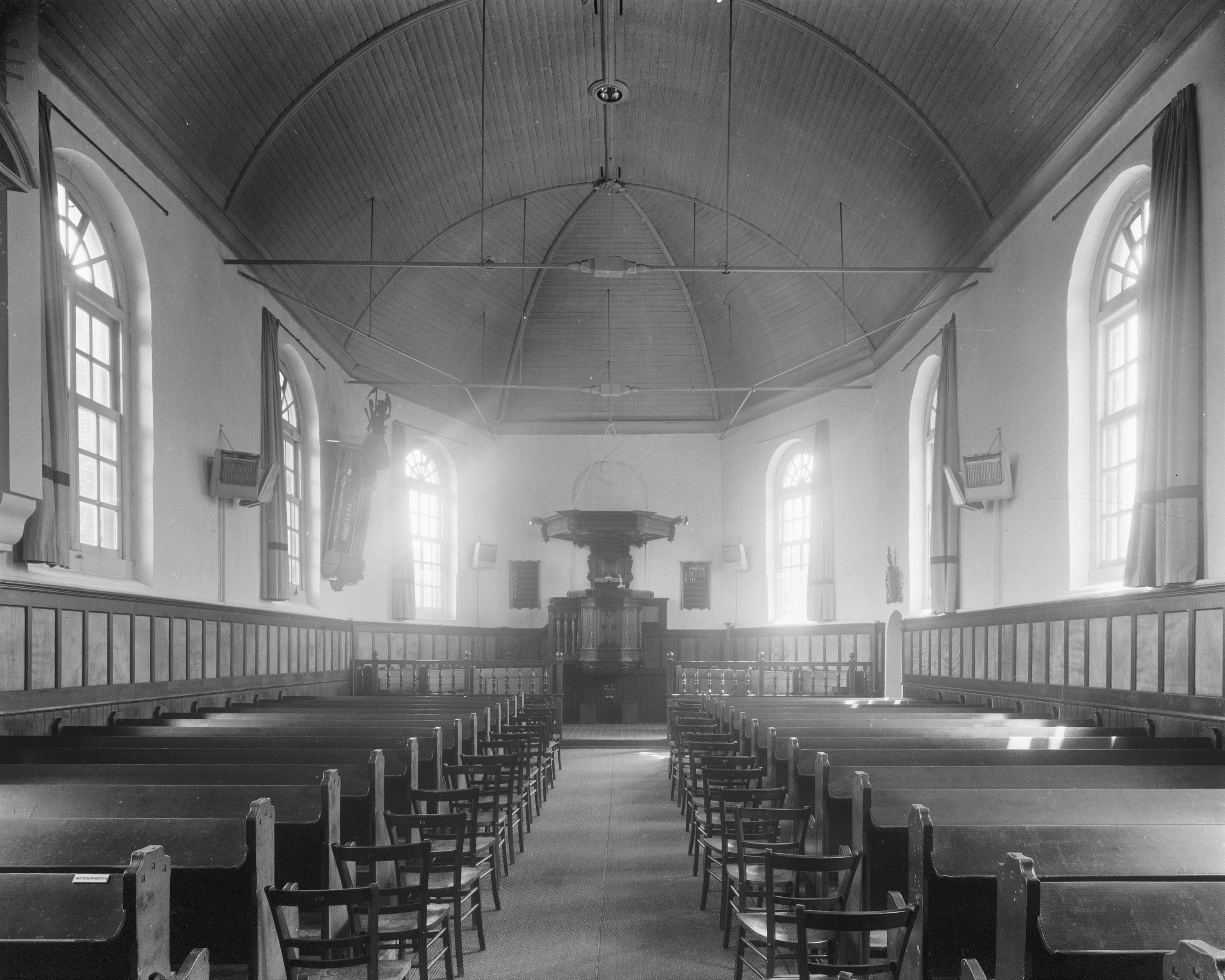
Interieur met preekstoel (1963)
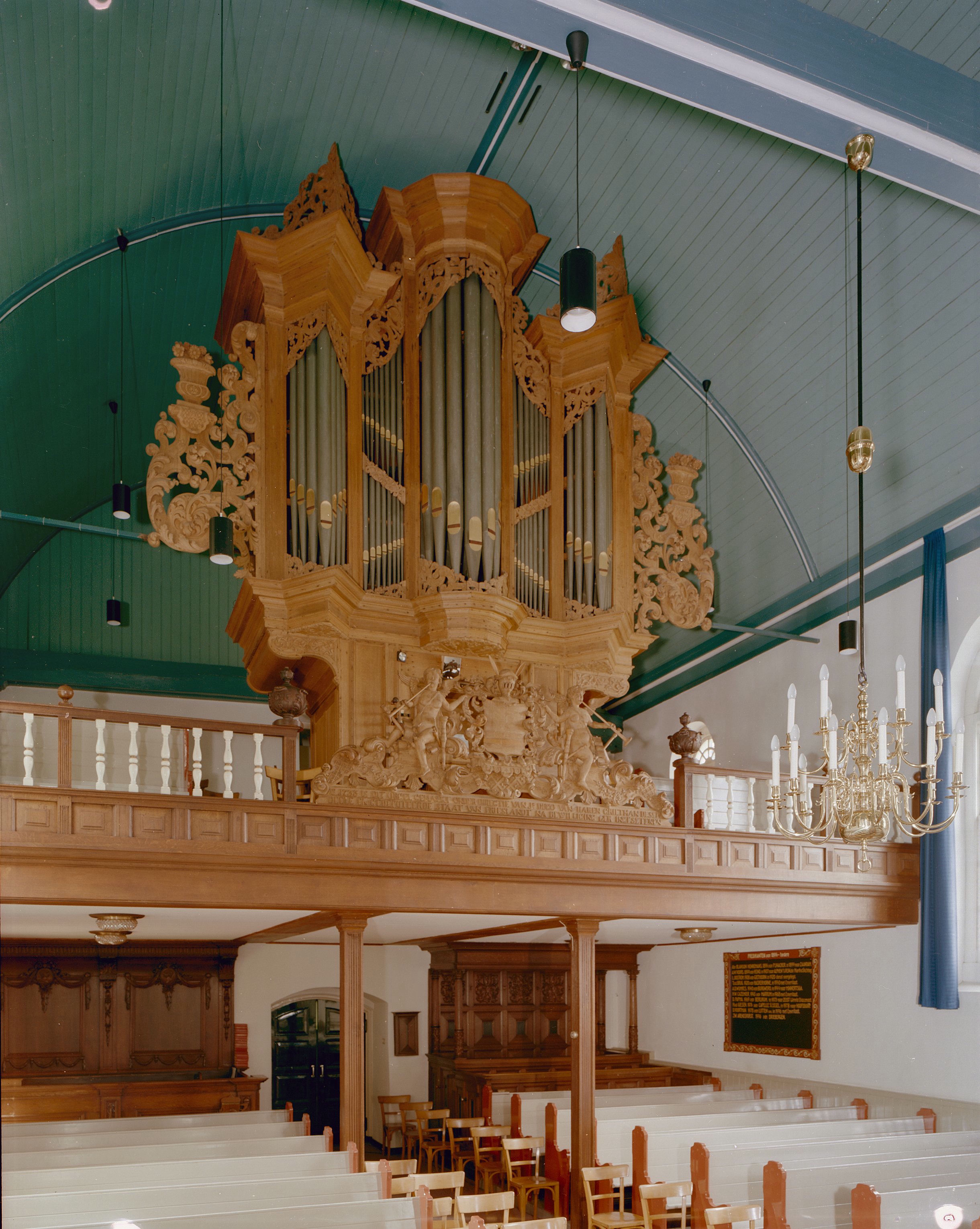
Interieur met orgel (1997)
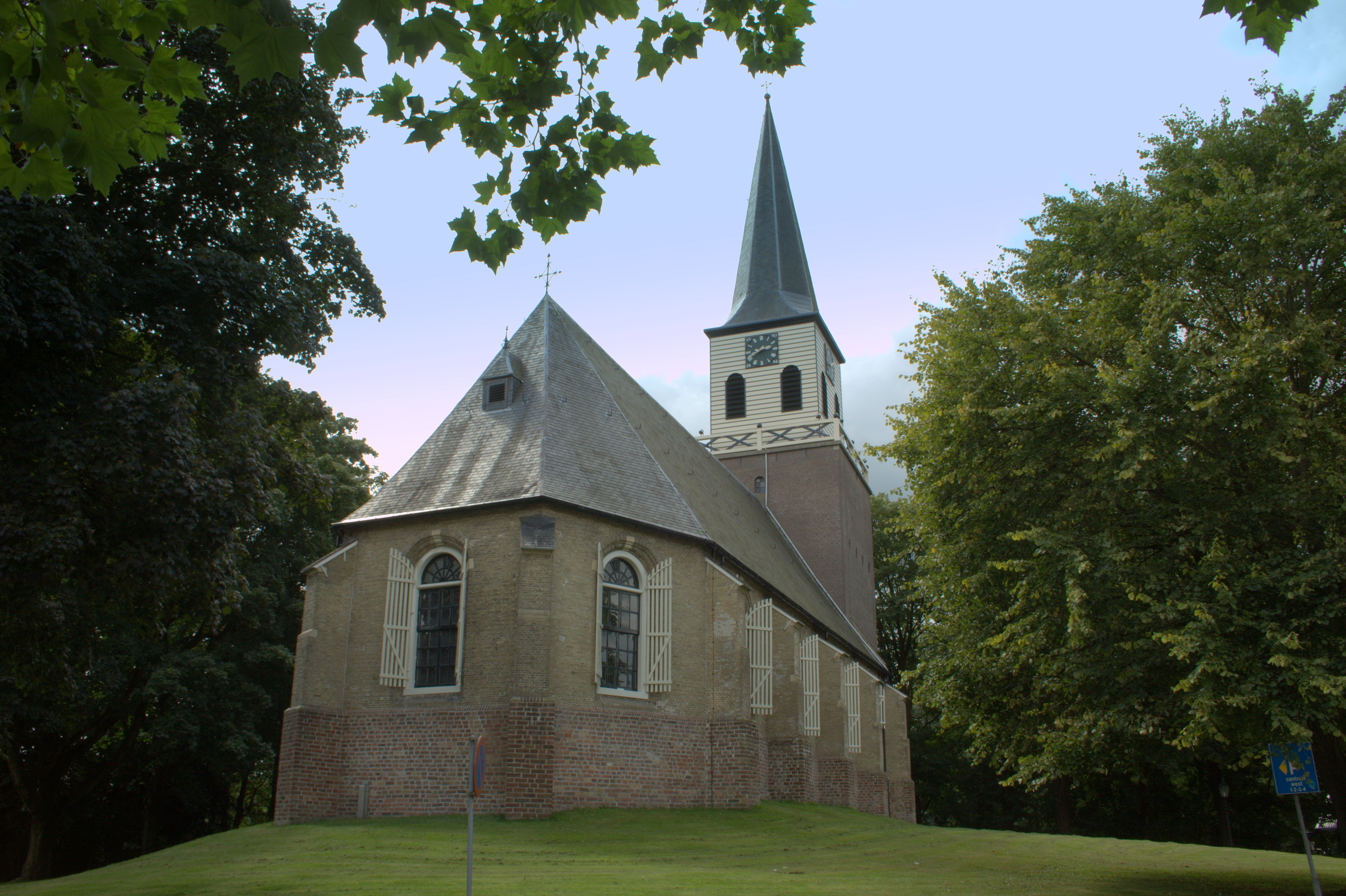